# Maria de Lourdes Martins
Maria de Lourdes Martins (Lisboa, 26 de maio de 1926 – 31 de agosto de 2009) foi uma compositora e pianista portuguesa.

## Biografia
Maria de Lourdes Martins nasceu na capital portuguesa em 1926. 
Frequentou o Conservatório Nacional de Lisboa e estagiou mais tarde na Alemanha e na Áustria. Pianista, deu recitais em Portugal e estrangeiro. Como compositora foi autora de peças de música de câmara, para orquestra, piano, cravo e canto. 
Dedicou-se intensamente à iniciação musical, com obra publicada. 

## Prémios
Entre outros prémios, recebeu: 
- 1959 - Prémio Carlos Seixas com o Trio para piano, Violino e violoncelo
- 1960 - Prémio Calouste Gulbenkian com o coral sinfónico O encoberto (texto de Fernando Pessoa).
- 1965 - Prémio de Composição da Fundação Calouste Gulbenkian, com O Encoberto
- 1970 - Prémio de Composição da Fundação Calouste Gulbenkian, com O Litoral

## Obras
Entre as suas obras encontram-se: 
- Rondó
- Hoje há Palhaços
- Rapsódia de Natal
- Suite de Danças Tradicionais Portuguesas

## Ligações Externas
- Ensemble STA |Canção Senhora do Almortão, com harmonia de Maria de Lourdes Martins (2024)